# Nati il 19 luglio
| Questa pagina contiene informazioni ricavate automaticamente dalle voci biografiche con l'ausilio del template Bio e di un bot. L'aggiornamento è periodico e automatico e ricostruisce completamente la pagina. Se manca una persona in questa lista, sei pregato di non aggiungerla, ma accertati piuttosto che la sua voce biografica contenga il template Bio e che i dati anagrafici siano correttamente compilati. Se il template Bio manca, inseriscilo tu stesso o, in alternativa, metti l'avviso {{tmp\|Bio}} che ne segnala la mancanza. Se i dati riportati sono sbagliati, correggi direttamente la voce biografica; le modifiche saranno visibili in questa lista entro pochi giorni. Per chiarimenti vedi il progetto biografie. La lista contiene solo le 1.092 persone che sono citate nell'enciclopedia e per le quali è stato implementato correttamente il template Bio. Pagina aggiornata al 17 ago 2025. |

## XV secolo(1)
- 1420 - Guglielmo VIII del Monferrato, marchese († 1483)

## XVI secolo(2)
- 1563 - Lamoral I di Ligne, diplomatico belga († 1624)
- 1597 - Ranuccio Scotti Douglas, arcivescovo cattolico e diplomatico italiano († 1661)

## XVII secolo(13)
- 1603 - Filippo della Santissima Trinità, teologo e presbitero francese († 1671)
- 1614 - Ugo Boncompagni, IV duca di Sora, nobile italiano († 1676)
- 1629 - Pieter Van Bredael, pittore fiammingo († 1719)
- 1635 - Francine Descartes, francese († 1640)
- 1649 - Carlo d'Assia-Wanfried, nobile tedesco († 1711)
- 1670 - Richard Leveridge, basso e compositore inglese († 1758)
- 1675 - Giommaria Mameli, politico italiano († 1751)
- 1681 - Henrietta Churchill, II duchessa di Marlborough, nobildonna inglese († 1733)
- 1681 - Nicolò Carmine Falcone, arcivescovo cattolico italiano († 1759)
- 1688 - Giuseppe Castiglione, gesuita, missionario e pittore italiano († 1766)
- 1690 - Filippo Raguzzini, architetto italiano († 1771)
- 1692 - Federico Guglielmo Kettler, duca († 1711)
- 1698 - Johann Jakob Bodmer, scrittore svizzero († 1783)

## XVIII secolo(27)
- 1711 - Giovanni Battista Cambiaso, doge († 1772)
- 1712 - Karl Fredrik Mennander, arcivescovo luterano svedese († 1786)
- 1726 - Pierre-Charles Le Mettay, pittore francese († 1759)
- 1735 - Garret Wesley, I conte di Mornington, politico e compositore irlandese († 1781)
- 1737 - Vladimir Ignat'evič Lukin, drammaturgo e politico russo († 1794)
- 1738 - Johann Karl Theodor von Brabeck, vescovo cattolico e abate tedesco († 1794)
- 1745 - Luigi Braschi-Onesti, nobile italiano († 1816)
- 1750 - Alessio Prati, compositore italiano († 1788)
- 1753 - Romoaldo Braschi-Onesti, cardinale italiano († 1817)
- 1759 - Aubin-Louis Millin de Grandmaison, botanico, storico e antiquario francese († 1818)
- 1759 - Serafino di Sarov, monaco cristiano e mistico russo († 1833)
- 1764 - Juan José Castelli, rivoluzionario e politico argentino († 1812)
- 1764 - Christoph Mrongovius, scrittore, filosofo e linguista polacco († 1855)
- 1766 - Giuseppe Prina, politico italiano († 1814)
- 1767 - Gideon Granger, politico statunitense († 1822)
- 1768 - Nicola Grimaldi, cardinale italiano († 1845)
- 1769 - Louis Antoine Fauvelet de Bourrienne, diplomatico e politico francese († 1834)
- 1775 - Camillo II Borghese, nobile italiano († 1832)
- 1780 - Bernardo Antonino Squarcina, vescovo cattolico italiano († 1851)
- 1783 - Luigi Vitaliano Paulucci di Calboli, politico italiano († 1855)
- 1788 - Antonio Maria Bordoni, matematico italiano († 1860)
- 1789 - John Martin, pittore, incisore e illustratore inglese († 1854)
- 1792 - Pio Vincenzo Forzani, vescovo cattolico italiano († 1859)
- 1793 - Thomas Doughty, pittore statunitense († 1856)
- 1793 - Peder Hjort, letterato danese († 1871)
- 1794 - José Justo Corro, politico messicano († 1864)
- 1798 - Cristiano di Schleswig-Holstein-Sonderburg-Augustenburg, nobile danese († 1869)

## XIX secolo(138)
- 1802 - Giustino Quadrari, presbitero, filologo e archeologo italiano († 1871)
- 1802 - Egor Petrovič Tolstoj, militare e politico russo († 1874)
- 1805 - Domingo Elías, politico peruviano († 1867)
- 1806 - Lorenz Diefenbach, linguista, etnologo e scrittore tedesco († 1883)
- 1808 - Alexis Damour, mineralogista, archeologo e geologo francese († 1902)
- 1811 - Joseph Lambert Massart, violinista belga († 1892)
- 1811 - Edmund Zichy, nobile e politico ungherese († 1894)
- 1813 - Isidore Pils, pittore francese († 1875)
- 1814 - Samuel Colt, inventore e imprenditore statunitense († 1862)
- 1814 - Ludwig Karl Wilhelm von Gablenz, militare e politico austriaco († 1874)
- 1817 - Mary Ann Bickerdyke, infermiera statunitense († 1901)
- 1818 - Alerino Como, politico italiano († 1894)
- 1819 - Gottfried Keller, scrittore e poeta svizzero († 1890)
- 1820 - Francesco Spinelli, politico italiano († 1897)
- 1822 - Augusta di Cambridge, nobildonna († 1916)
- 1824 - Luigi di Borbone-Due Sicilie, principe italiano († 1897)
- 1825 - Pierre Potain, cardiologo francese († 1901)
- 1827 - Orville Platt, politico statunitense († 1905)
- 1828 - Adalberto di Baviera, principe († 1875)
- 1828 - François Émile Michel, pittore, critico d'arte e storico dell'arte francese († 1909)
- 1828 - Roger A. Pryor, politico, diplomatico e generale statunitense († 1919)
- 1834 - Edgar Degas, pittore e scultore francese († 1917)
- 1834 - Luigi Parazzi, presbitero, bibliotecario e letterato italiano († 1914)
- 1835 - Justo Rufino Barrios Auyón, politico guatemalteco († 1885)
- 1835 - Placido Mossello, pittore italiano († 1894)
- 1837 - Georg Bühler, indologo tedesco († 1898)
- 1838 - Joel Asaph Allen, zoologo e ornitologo statunitense († 1921)
- 1838 - Guido Visconti di Modrone, nobile, politico e imprenditore italiano († 1902)
- 1839 - Jean-Baptiste Chardon, operaio e attivista francese († 1898)
- 1840 - José Manuel Balmaceda, politico cileno († 1891)
- 1842 - Alfred von Sallet, numismatico tedesco († 1897)
- 1843 - Lucy Madox Brown, pittrice, modella e scrittrice inglese († 1894)
- 1843 - George Pirie, matematico britannico († 1904)
- 1845 - Cesare Bertolla, pittore italiano († 1920)
- 1845 - Bortolo Foratti, avvocato, imprenditore e politico italiano († 1911)
- 1845 - Lorenzo Tiepolo, avvocato e politico italiano († 1913)
- 1846 - Edward Charles Pickering, astronomo e fisico statunitense († 1919)
- 1848 - Francesco Ciceri, vescovo cattolico italiano († 1924)
- 1848 - Pietro di Braganza, principe brasiliano († 1850)
- 1849 - Ferdinand Brunetière, scrittore e storico francese († 1906)
- 1849 - Gerhard Munthe, pittore e illustratore norvegese († 1929)
- 1850 - Győző Czigler, architetto ungherese († 1905)
- 1850 - Cuthbert Ottaway, calciatore inglese († 1878)
- 1850 - Sergej Podolinskij, scienziato ucraino († 1891)
- 1851 - Fortunato Marazzi, generale, politico e scrittore italiano († 1921)
- 1855 - Živojin Mišić, generale serbo († 1921)
- 1855 - Emil Paur, direttore d'orchestra austriaco († 1932)
- 1856 - Vincenzo Bettoni Cazzago, politico italiano († 1924)
- 1856 - Nicola Boccuzzi, medico e politico italiano († 1907)
- 1857 - Aleksandr Aleksandrovič Makarov, politico e avvocato russo († 1919)
- 1858 - Julius Kugy, alpinista, scrittore e botanico austriaco († 1944)
- 1860 - Lizzie Borden, statunitense († 1927)
- 1862 - Carlo Centurione Scotto, ingegnere e politico italiano († 1937)
- 1862 - Marco Magistretti, presbitero e storico italiano († 1921)
- 1863 - Hermann Bahr, scrittore, commediografo e critico teatrale austriaco († 1934)
- 1864 - Fiammetta Wilson, astronoma e musicista inglese († 1921)
- 1865 - Charles Horace Mayo, medico statunitense († 1939)
- 1868 - Florence Foster Jenkins, cantante statunitense († 1944)
- 1868 - Francesco Saverio Nitti, economista, politico e saggista italiano († 1953)
- 1869 - William Gosling, calciatore inglese († 1952)
- 1869 - Luisa d'Orléans, principessa francese († 1952)
- 1870 - Filippo Saporito, psichiatra italiano († 1955)
- 1871 - Lars Jørgen Madsen, tiratore a segno danese († 1925)
- 1871 - Edward Nathan Berra, crickettista e dirigente sportivo inglese († 1908)
- 1873 - William Tritschler, ginnasta e multiplista statunitense († 1939)
- 1874 - Josef Lanz, personalità religiosa austriaca († 1954)
- 1875 - Alice Dunbar Nelson, poetessa e giornalista statunitense († 1935)
- 1875 - Adrienne Péan, tennista francese († 1958)
- 1876 - Edoardo Monti, generale italiano († 1958)
- 1876 - Ignaz Seipel, politico austriaco († 1932)
- 1877 - Gino Chierici, architetto e restauratore italiano († 1961)
- 1879 - Eugenio Lanti, esperantista francese († 1947)
- 1879 - John Purroy Mitchell, politico statunitense († 1918)
- 1879 - Augusto Romagnoli, insegnante italiano († 1946)
- 1880 - Andrea Cesarano, arcivescovo cattolico italiano († 1969)
- 1881 - Friedrich Dessauer, filosofo, fisico e giornalista tedesco († 1963)
- 1882 - Victor Lebrun, scrittore e attivista francese († 1979)
- 1882 - Giovanni Mingatti, dirigente sportivo italiano († 1975)
- 1882 - Emmanouil Tsouderos, politico greco († 1956)
- 1882 - James Vincent, attore e regista statunitense († 1957)
- 1883 - Lucangelo Bracci Testasecca, antifascista italiano († 1952)
- 1883 - Archibald Douglas, nobile, militare e politico svedese († 1960)
- 1883 - Max Fleischer, animatore e produttore cinematografico polacco († 1972)
- 1883 - Beatrice Mills, nobile statunitense († 1972)
- 1884 - Carlo Edoardo di Sassonia-Coburgo-Gotha, nobile († 1954)
- 1884 - Ezio Levi, filologo italiano († 1941)
- 1885 - Aristides de Sousa Mendes, diplomatico portoghese († 1954)
- 1886 - Rudolf Degermark, ginnasta svedese († 1960)
- 1886 - Maxwell Gordon Lightfoot, pittore britannico († 1911)
- 1886 - Edward Sloman, regista, sceneggiatore e attore britannico († 1972)
- 1886 - Vito Timmel, pittore italiano († 1949)
- 1887 - Ugo Attanasio, attore italiano († 1968)
- 1887 - Ray C. Smallwood, regista, effettista e direttore della fotografia statunitense († 1964)
- 1887 - Antonino Toscano, ammiraglio italiano († 1941)
- 1888 - Olga Vittoria Gentilli, attrice italiana († 1957)
- 1888 - Enno Lolling, medico tedesco († 1945)
- 1888 - Kurt Stenberg, ginnasta finlandese († 1936)
- 1888 - Carlo Streit, calciatore svizzero
- 1889 - Naoum Blinder, violinista e insegnante statunitense († 1965)
- 1889 - Eugène Gilbert, aviatore francese († 1918)
- 1889 - Johannes Isbrücker, ingegnere e esperantista olandese († 1967)
- 1890 - Giorgio II di Grecia, re greco († 1947)
- 1891 - Luigi Cimara, attore italiano († 1962)
- 1891 - Gioacchino Failla, biofisico italiano († 1961)
- 1891 - Bartolo Gianturco, avvocato e politico italiano († 1974)
- 1891 - Gyula Halasy, tiratore a volo ungherese († 1970)
- 1891 - Alberto Simeoni, paroliere, attore e giornalista italiano († 1943)
- 1891 - Irv Small, hockeista su ghiaccio statunitense († 1955)
- 1892 - Fedele Caretti, militare italiano († 1918)
- 1892 - Dick Irvin, hockeista su ghiaccio e allenatore di hockey su ghiaccio canadese († 1957)
- 1893 - Vladimir Vladimirovič Majakovskij, poeta, scrittore e drammaturgo sovietico († 1930)
- 1893 - Miroslav Navratil, generale e aviatore croato († 1947)
- 1894 - Aleksandr Jakovlevič Chinčin, matematico sovietico († 1959)
- 1894 - Florence Deshon, attrice statunitense († 1922)
- 1894 - Khawaja Nazimuddin, politico pakistano († 1964)
- 1894 - Luigi Scaravelli, filosofo italiano († 1957)
- 1895 - Xu Beihong, pittore cinese († 1953)
- 1895 - Angelo de Fiore, poliziotto italiano († 1969)
- 1896 - A. J. Cronin, scrittore e medico scozzese († 1981)
- 1896 - Henri Crémieux, attore francese († 1980)
- 1896 - Ronald Graham, ufficiale inglese († 1967)
- 1896 - Juano Hernández, attore portoricano († 1970)
- 1896 - Bob Meusel, giocatore di baseball statunitense († 1977)
- 1896 - Dante Montanari, pittore italiano († 1989)
- 1896 - Stafford Warren, medico statunitense († 1981)
- 1897 - Giacomo Devoto, glottologo e linguista italiano († 1974)
- 1897 - Carlo Ravasio, politico, poeta e giornalista italiano († 1979)
- 1897 - Yi Zuolin, linguista, educatore e filantropo cinese († 1945)
- 1898 - Étienne Decroux, attore teatrale e mimo francese († 1991)
- 1898 - Nino Equatore, lottatore italiano († 1965)
- 1898 - Gino Franzi, architetto italiano († 1971)
- 1898 - Herbert Marcuse, filosofo, sociologo e politologo tedesco († 1979)
- 1899 - Paul de Groot, politico olandese († 1986)
- 1900 - Arno Breker, scultore tedesco († 1991)
- 1900 - Edna Mae Cooper, attrice statunitense († 1986)
- 1900 - Pierre Coquelin de Lisle, tiratore a segno francese († 1980)
- 1900 - Brutus Hamilton, multiplista statunitense († 1970)
- 1900 - Çiprian Nika, presbitero albanese († 1948)

## XX secolo(887)
- 1901 - Claude Aveline, scrittore e poeta francese († 1992)
- 1901 - Carlo Izzo, critico letterario, anglista e traduttore italiano († 1979)
- 1901 - Anatolij Isakovič Lur'ie, ingegnere sovietico († 1980)
- 1902 - Filippo Aliquò Taverriti, giornalista, storico e lessicografo italiano († 1976)
- 1902 - Vincenzo Cermignani, pittore italiano († 1971)
- 1902 - Georges Détré, aviatore francese († 1987)
- 1902 - Chet Miller, pilota automobilistico statunitense († 1953)
- 1902 - Germán Pardo García, poeta colombiano († 1991)
- 1902 - Francesco Santoro-Passarelli, giurista italiano († 1995)
- 1903 - Valentino Ghiglia, pittore italiano († 1960)
- 1903 - Willi Multhaup, allenatore di calcio tedesco († 1982)
- 1903 - Francesco Taormina, politico e avvocato italiano († 1972)
- 1904 - Giuseppe Pipin Ferrari, pittore, scrittore e giornalista italiano († 1972)
- 1904 - Vera Schmiterlöw, attrice svedese († 1987)
- 1905 - Max Colpet, paroliere, scrittore e sceneggiatore statunitense († 1998)
- 1905 - Giuseppe Girotti, religioso e biblista italiano († 1945)
- 1905 - Louis Kentner, pianista e compositore ungherese († 1987)
- 1905 - Pasquale Quaremba, vescovo cattolico italiano († 1986)
- 1906 - Aldo Aimi, calciatore italiano († 1981)
- 1906 - Luigi Delfini, antifascista italiano († 1993)
- 1907 - Giulio Balestrini, calciatore italiano († 1997)
- 1907 - Günter Bialas, compositore tedesco († 1995)
- 1907 - Pietro Forotti, allenatore di calcio e calciatore italiano
- 1907 - Isabel Jewell, attrice statunitense († 1972)
- 1907 - Aldo Poretti, calciatore svizzero
- 1908 - Emilio Biancheri, vescovo cattolico italiano († 1982)
- 1908 - Ferdinand Bruhin, calciatore svizzero († 1986)
- 1908 - Giuseppe Lombardini, calciatore italiano
- 1908 - Gunnar Olsson, calciatore svedese († 1974)
- 1908 - István Tőrös, calciatore ungherese († 1973)
- 1909 - Armando Albano, cestista brasiliano († 1942)
- 1909 - Pierre Alleene, sollevatore francese († 1994)
- 1909 - Felice Del Beccaro, critico letterario, paroliere e italianista italiano († 1989)
- 1909 - Sergej Gricevec, aviatore sovietico († 1939)
- 1909 - Wilhelm Hawlik, pallanuotista austriaco
- 1910 - Francisco Coloane, scrittore cileno († 2002)
- 1910 - Nico Rosso, fumettista italiano († 1981)
- 1910 - Vito Sabatelli, militare italiano
- 1911 - Agustí Chalaux i de Subirà, politico spagnolo († 2006)
- 1911 - Cissie Stewart, nuotatrice britannica († 2008)
- 1912 - Manfredi Azzarita, militare e partigiano italiano († 1944)
- 1912 - Vittore Colorni, storico italiano († 2005)
- 1912 - Peter Leo Gerety, arcivescovo cattolico statunitense († 2016)
- 1912 - Wilmer Hines, tennista statunitense († 1960)
- 1912 - Hermann-Friedrich Joppien, aviatore tedesco († 1941)
- 1912 - Frank Kane, scrittore e sceneggiatore statunitense († 1968)
- 1912 - Horst Tietzen, aviatore tedesco († 1940)
- 1912 - Egidio Umer, calciatore italiano († 1992)
- 1913 - Enelio Franzoni, presbitero e militare italiano († 2007)
- 1913 - Kay Linaker, attrice e sceneggiatrice statunitense († 2008)
- 1914 - Lou Krugman, attore statunitense († 1992)
- 1914 - Hans Maršálek, partigiano austriaco († 2011)
- 1914 - César Povolny, calciatore francese
- 1914 - Mariano Rossi, calciatore italiano
- 1915 - Moacyr Brondi Daiuto, allenatore di pallacanestro brasiliano († 1995)
- 1915 - Enrique Rubio, calciatore spagnolo († 1991)
- 1915 - Elliot Scott, scenografo britannico († 1993)
- 1916 - Alice Bridges, nuotatrice statunitense († 2011)
- 1916 - François Mercier, calciatore francese († 1996)
- 1916 - Ernest Shepard, contrabbassista e cantante statunitense († 1965)
- 1917 - Carlo Brasca, calciatore italiano († 1952)
- 1917 - Attilio Mellone, francescano, religioso e letterato italiano († 2005)
- 1918 - Alan Crosland Jr., regista e montatore statunitense († 2001)
- 1918 - Paul Sæthrang, calciatore norvegese († 1994)
- 1919 - Enrico Assi, vescovo cattolico italiano († 1992)
- 1919 - Livia Bianchi, partigiana italiana († 1945)
- 1919 - Oreste Conte, ciclista su strada italiano († 1956)
- 1919 - Lya De Barberiis, pianista italiana († 2013)
- 1919 - Giovanni Gastaldi, partigiano italiano († 1944)
- 1919 - Dal McKennon, attore e doppiatore statunitense († 2009)
- 1919 - Patricia Medina, attrice britannica († 2012)
- 1919 - Robert Pinget, scrittore svizzero († 1997)
- 1920 - Giacomo Brodolini, sindacalista e politico italiano († 1969)
- 1920 - Émile Idée, ciclista su strada francese († 2024)
- 1920 - Giuseppe Noberasco, partigiano e politico italiano († 2011)
- 1920 - Aldo Protti, baritono italiano († 1995)
- 1921 - Bertil Antonsson, lottatore svedese († 2006)
- 1921 - Piero Regnoli, sceneggiatore e regista italiano († 2001)
- 1921 - Elizabeth Spencer, scrittrice statunitense († 2019)
- 1921 - Rosalyn Yalow, biofisica statunitense († 2011)
- 1922 - Jaafar di Negeri Sembilan, sovrano malaysiano († 2008)
- 1922 - Franz Jelinek, calciatore tedesco († 1944)
- 1922 - Mauro Silvano Lombardi, politico e partigiano italiano († 1973)
- 1922 - George McGovern, politico e storico statunitense († 2012)
- 1922 - Sandro Stucchi, archeologo italiano († 1991)
- 1922 - Stig Sundqvist, allenatore di calcio e calciatore svedese († 2011)
- 1922 - Yao Lee, cantante cinese († 2019)
- 1923 - Lidia Axionova, direttrice d'orchestra e pedagoga moldava († 2019)
- 1923 - Leon Ferguson, pallanuotista australiano († 1989)
- 1923 - Jay Haley, psicoterapeuta statunitense († 2007)
- 1923 - Alex Hannum, cestista, allenatore di pallacanestro e dirigente sportivo statunitense († 2002)
- 1923 - Joseph Hansen, scrittore statunitense († 2004)
- 1923 - Osvaldo Mariño, pallanuotista uruguaiano († 2007)
- 1923 - Haruo Minami, cantante giapponese († 2001)
- 1923 - Umberto Prous, pianista e compositore italiano († 1982)
- 1924 - Eugenio Corsini, filologo e critico letterario italiano († 2018)
- 1924 - Antoine Cuissard, allenatore di calcio e calciatore francese († 1997)
- 1924 - Giovanni Gazza, vescovo cattolico italiano († 1998)
- 1924 - Libero Grassi, imprenditore italiano († 1991)
- 1924 - Pat Hingle, attore statunitense († 2009)
- 1924 - Sandro Lunghi, politico e medico italiano († 2014)
- 1924 - Arthur Rankin Jr., regista e produttore cinematografico statunitense († 2014)
- 1924 - Nora Ricci, attrice italiana († 1976)
- 1924 - Amy Shuard, soprano inglese († 1975)
- 1924 - Sergio Sorrentino, velista italiano († 2017)
- 1925 - Otto Arosemena, politico ecuadoriano († 1984)
- 1925 - Guru Dutt, regista e attore indiano († 1964)
- 1925 - Jørgen Fryd Petersen, sollevatore danese († 1988)
- 1925 - Michael Pfeiffer, allenatore di calcio e calciatore tedesco († 2018)
- 1925 - Roger Quenolle, calciatore francese († 2004)
- 1925 - Pupino Samonà, pittore italiano († 2007)
- 1925 - Sue Thompson, cantante statunitense († 2021)
- 1925 - Eligio Valentino, canoista italiano († 2012)
- 1926 - Basilio Cottone, generale italiano
- 1926 - Helen Gallagher, attrice, cantante e ballerina statunitense († 2024)
- 1927 - Giovanni Chieffi, medico e biologo italiano († 2019)
- 1927 - Jan Myrdal, scrittore, regista e attivista svedese († 2020)
- 1927 - Francesca Palopoli, attrice e doppiatrice italiana († 2011)
- 1927 - Aggeo Savioli, giornalista, sceneggiatore e poeta italiano († 2017)
- 1928 - Cesare Bovio, compositore e paroliere italiano
- 1928 - John Bratby, pittore e scrittore britannico († 1992)
- 1928 - László Budai, allenatore di calcio e calciatore ungherese († 1983)
- 1928 - Enzo Della Santa, regista italiano
- 1929 - George Dempsey, cestista statunitense († 2017)
- 1929 - Gaston Glock, progettista e imprenditore austriaco († 2023)
- 1929 - John Hejduk, architetto statunitense († 2000)
- 1929 - Emmanuel Le Roy Ladurie, storico francese († 2023)
- 1929 - Elvy Lissiak, attrice italiana († 1996)
- 1929 - Sarah Maldoror, regista cinematografica, attivista e regista teatrale francese († 2020)
- 1929 - Jean Malléjac, ciclista su strada francese († 2000)
- 1929 - Luigi Pistilli, attore italiano († 1996)
- 1929 - Bernard Stollman, imprenditore e avvocato statunitense († 2015)
- 1929 - Halyna Zubčenko, pittrice ucraina († 2000)
- 1930 - Fatos Arapi, poeta albanese († 2018)
- 1930 - Rhoda Williams, attrice e doppiatrice statunitense († 2006)
- 1931 - Charlie Hoag, cestista statunitense († 2012)
- 1931 - Serafino Petricone, politico italiano († 2016)
- 1931 - Alan Steel, attore e culturista italiano († 2015)
- 1932 - Charlie Aitken, calciatore scozzese († 2008)
- 1932 - Mario Condorelli, medico e politico italiano († 2011)
- 1932 - Erró, pittore islandese
- 1932 - Carlo Invernizzi, poeta, avvocato e scrittore italiano († 2018)
- 1933 - Annarosa Garatti, attrice e doppiatrice italiana († 2024)
- 1933 - Roberto Leopardi, ex calciatore uruguaiano
- 1933 - Michel Lévêque, funzionario francese
- 1934 - Melo Freni, giornalista, scrittore e regista italiano
- 1934 - Hermann Höfer, calciatore tedesco († 1996)
- 1934 - Elio Letari, calciatore italiano († 2003)
- 1934 - Harry Penk, calciatore inglese († 2020)
- 1934 - Francisco Sá Carneiro, politico portoghese († 1980)
- 1934 - Amedeo Zambon, tenore italiano († 2000)
- 1935 - Gerd Albrecht, direttore d'orchestra tedesco († 2014)
- 1935 - Carlo Azzini, ciclista su strada italiano († 2020)
- 1935 - George Breen, nuotatore statunitense († 2019)
- 1935 - Giuseppe D'Urso, ingegnere italiano († 1996)
- 1935 - Emo Danesi, politico italiano († 2024)
- 1935 - Vasilij Borisovič Livanov, attore, regista e sceneggiatore sovietico
- 1935 - Harvey Sacks, sociologo e linguista statunitense († 1975)
- 1935 - Rosemarie Weiß-Scherberger, schermitrice tedesca († 2016)
- 1936 - Karl-Heinrich von Groddeck, canottiere tedesco († 2011)
- 1936 - Sotigui Kouyaté, attore e drammaturgo burkinabé († 2010)
- 1936 - Norman Manea, scrittore rumeno
- 1936 - Mario Pani, politico e pubblicista italiano
- 1936 - Benito Pavoni, politico italiano († 2023)
- 1936 - Lucha Reyes, cantante peruviana († 1973)
- 1936 - Nahum Stelmach, calciatore israeliano († 1999)
- 1936 - Robert Woods, attore statunitense
- 1936 - Jocelyn von Giese, ex nuotatrice filippina
- 1937 - Verne Anderson, sciatore alpino e allenatore di sci alpino canadese († 1983)
- 1937 - Grazia Cherchi, scrittrice, giornalista e curatrice editoriale italiana († 1995)
- 1937 - Karen Dalton, cantante, chitarrista e suonatrice di banjo statunitense († 1993)
- 1937 - Renato Galli, pugile italiano († 2017)
- 1937 - Richard Jordan, attore statunitense († 1993)
- 1937 - Bibb Latané, psicologo statunitense
- 1938 - Vakhtang Kikabidze, cantante, attore e politico georgiano († 2023)
- 1938 - Sergio Martino, regista e sceneggiatore italiano
- 1938 - Jayant Vishnu Narlikar, astrofisico, divulgatore scientifico e scrittore indiano († 2025)
- 1939 - Enzo Consoli, attore, doppiatore e scrittore italiano († 2007)
- 1939 - Antonio Girfatti, politico italiano († 2017)
- 1939 - Pietro Lunardi, imprenditore, ingegnere e politico italiano
- 1939 - Yves Meyer, matematico francese
- 1939 - Luigi Porro, calciatore italiano († 2016)
- 1940 - Dennis Cole, attore statunitense († 2009)
- 1940 - Hanako, principessa Hitachi, principessa giapponese
- 1940 - Daniel J. Harrington, presbitero, biblista e teologo statunitense († 2014)
- 1940 - Ilija Mitić, calciatore jugoslavo († 2023)
- 1940 - Viktor Nosov, allenatore di calcio e calciatore sovietico († 2008)
- 1940 - Anzor Q'avazashvili, allenatore di calcio e ex calciatore sovietico
- 1940 - Carmo de Souza, cestista brasiliano († 2008)
- 1940 - Charley Scalies, attore statunitense († 2025)
- 1941 - Natalija Bessmertnova, ballerina sovietica († 2008)
- 1941 - Alfio Cantarella, batterista italiano († 2023)
- 1941 - Vikki Carr, cantante statunitense
- 1941 - Alfons Cucó, storico, politico e scrittore spagnolo († 2002)
- 1941 - Vittorio Di Prima, attore, doppiatore e direttore del doppiaggio italiano († 2016)
- 1941 - Claude Goumondy, compositore di scacchi francese
- 1941 - Jerry Huckaby, politico statunitense
- 1941 - Udo Kindermann, filologo tedesco
- 1941 - Neelie Kroes, politica olandese
- 1941 - Pauli Perkonoja, compositore di scacchi finlandese
- 1941 - Maurice Piat, cardinale e vescovo cattolico mauriziano
- 1942 - Fioretta Mari, attrice e direttrice artistica italiana
- 1942 - Jan Mathisen, calciatore norvegese († 2015)
- 1942 - Osvaldo Motto, allenatore di calcio e ex calciatore italiano
- 1943 - Julio Luis Alas, ex calciatore spagnolo
- 1943 - Roy Bridges, ex astronauta statunitense
- 1943 - Carla Mazzuca Poggiolini, giornalista e politica italiana
- 1943 - Jay Miller, cestista statunitense († 2001)
- 1943 - Renato Mola, allenatore di calcio e ex calciatore italiano
- 1943 - Rosetta Pizzo, soprano italiano
- 1943 - Thomas J. Sargent, economista statunitense
- 1943 - Claudio Tobia, calciatore e allenatore di calcio italiano († 2024)
- 1944 - Marisa Bedoni, politica e banchiera italiana
- 1944 - Andrea Belvedere, giurista italiano († 2024)
- 1944 - Rosemarie Dexter, attrice britannica († 2010)
- 1944 - Alberto Febbrajo, sociologo e giurista italiano
- 1944 - Edward Grzywna, ex cestista polacco
- 1944 - Didier Levallet, bassista, direttore d'orchestra e compositore francese
- 1944 - Carlo Marcelletti, cardiochirurgo italiano († 2009)
- 1944 - Tim McIntire, attore statunitense († 1986)
- 1944 - Sevastianos Rossolatos, arcivescovo cattolico greco
- 1944 - Göran Stangertz, attore e regista televisivo svedese († 2012)
- 1944 - Branko Topalović, ex calciatore jugoslavo
- 1945 - Cipriano Chemello, pistard e ciclista su strada italiano († 2017)
- 1945 - George Dzundza, attore e regista teatrale tedesco
- 1945 - Diego Giannattasio, calciatore e allenatore di calcio italiano († 2023)
- 1945 - Richard Henderson, biologo e biofisico britannico
- 1945 - Filippo Massaroni, ex culturista italiano
- 1945 - Gianni Petrucci, dirigente sportivo italiano
- 1945 - Uri Rosenthal, politico olandese
- 1945 - Aldo Sala, politico italiano
- 1946 - Peter Greco, ex calciatore italiano
- 1946 - Fernando José Monteiro Guimarães, arcivescovo cattolico brasiliano
- 1946 - Ilie Năstase, ex tennista e politico rumeno
- 1946 - Ian Schrager, imprenditore statunitense
- 1946 - Franca Stoppi, attrice italiana († 2011)
- 1946 - Christoph Theobald, presbitero e teologo francese
- 1947 - Adriana Biagiotti, ex ginnasta italiana
- 1947 - François Coupry, scrittore francese
- 1947 - Guido Crainz, storico italiano
- 1947 - Nobuo Hattori, ex cestista giapponese
- 1947 - John Hinch, batterista britannico († 2021)
- 1947 - Hans-Jürgen Kreische, allenatore di calcio e ex calciatore tedesco orientale
- 1947 - Bernie Leadon, chitarrista e compositore statunitense
- 1947 - Brian May, chitarrista, cantautore e compositore britannico
- 1947 - Anna-Maria Nasuelli, ex tennista italiana
- 1947 - Sergio Pelone, produttore cinematografico italiano († 2023)
- 1947 - Alba Scaramucci Guaitini, politica e scrittrice italiana
- 1947 - Marija Stojanova, ex cestista bulgara
- 1948 - Atilio Ancheta, cantante, allenatore di calcio e ex calciatore uruguaiano
- 1948 - Beverly Archer, attrice statunitense
- 1948 - Brian Chatton, tastierista e compositore britannico
- 1948 - Francesco Di Maggio, magistrato italiano († 1996)
- 1948 - Jobst Hirscht, ex velocista tedesco
- 1948 - Argentina Menis, discobola rumena († 2023)
- 1948 - Paolo Morisi, fumettista italiano († 2016)
- 1948 - Alexandru Neagu, calciatore rumeno († 2010)
- 1948 - Martin Stephens, attore britannico
- 1948 - Wang Qishan, politico cinese
- 1949 - Andrea Alberti, pianista, compositore e tastierista italiano
- 1949 - Silvio Antonellis, politico italiano
- 1949 - Mike Estep, ex tennista statunitense
- 1949 - Marcello Fiasconaro, ex mezzofondista, velocista e rugbista a 15 sudafricano
- 1949 - Jesús Iradier, ex cestista spagnolo
- 1949 - Roberto Mauri, medaglista italiano
- 1949 - Kgalema Motlanthe, politico sudafricano
- 1949 - Enzo Paolo Turchi, ballerino, coreografo e personaggio televisivo italiano
- 1949 - Aleš Čerin, politico e imprenditore sloveno
- 1950 - Tom McLoughlin, regista, sceneggiatore e attore statunitense
- 1950 - Charles Nicholl, scrittore e biografo britannico
- 1950 - Adrian Noble, regista teatrale e direttore artistico britannico
- 1951 - Monika Baumgartner, attrice e regista tedesca
- 1951 - Franco Blezza, pedagogista italiano
- 1951 - Mario Cavallaro, politico italiano
- 1951 - Giancarlo Ceccarini, baritono italiano
- 1951 - Anders Farstad, ex calciatore norvegese
- 1951 - Abel Ferrara, regista, sceneggiatore e attore statunitense
- 1951 - Dan Hicks, attore statunitense († 2020)
- 1951 - Rafael Palomar, ex cestista messicano
- 1951 - Clara Podda, ex tennistavolista italiana
- 1952 - Allen Collins, chitarrista statunitense († 1990)
- 1952 - Hans Georg Panczak, attore e doppiatore tedesco
- 1952 - Jayne Anne Phillips, scrittrice statunitense
- 1952 - Karel Pinxten, politico belga
- 1952 - Marco Ricolfi, giurista e avvocato italiano
- 1952 - Gail Teixeira, politica guyanese
- 1953 - Nick Deacy, ex calciatore gallese
- 1953 - René Houseman, calciatore argentino († 2018)
- 1953 - Thomas Losonczy, ex schermidore statunitense
- 1953 - John Murphy, ex nuotatore statunitense
- 1953 - Shōichi Nakagawa, politico giapponese († 2009)
- 1953 - Annamaria Palma, magistrato italiano
- 1953 - Silvio Pozzoli, cantante italiano
- 1953 - Howard Schultz, imprenditore statunitense
- 1953 - Pasquale Valentini, politico sammarinese
- 1954 - Maurizio Abbatino, mafioso e collaboratore di giustizia italiano
- 1954 - Alvan Adams, ex cestista statunitense
- 1954 - Marco Bacci, scrittore e giornalista italiano
- 1954 - Art Burns, ex discobolo statunitense
- 1954 - Brad Cooper, ex nuotatore australiano
- 1954 - Claudio Giovanardi, linguista, scrittore e docente italiano
- 1954 - Kim Gang-nam, ex calciatore sudcoreano
- 1954 - Kim Sung-nam, ex calciatore sudcoreano
- 1954 - Francesco Maglione, dirigente sportivo italiano
- 1954 - Luigi Mazzuto, politico italiano
- 1954 - Mark O'Donnell, umorista e scrittore statunitense († 2012)
- 1954 - Riccardo Piferi, autore televisivo, paroliere e regista teatrale italiano
- 1954 - Miguel Ángel Torres, ex calciatore argentino
- 1954 - Michael Wüstenberg, vescovo cattolico e missionario tedesco
- 1955 - John B. T. Campbell III, politico statunitense
- 1955 - Donatello Dubini, regista svizzero († 2011)
- 1955 - Kiyoshi Kurosawa, regista, sceneggiatore e critico cinematografico giapponese
- 1955 - Dalton McGuinty, politico e avvocato canadese
- 1955 - Kym Ruddell, ex tennista australiana
- 1955 - Magda Angela Zanoni, politica italiana
- 1956 - Peter Barton, attore statunitense
- 1956 - Alessandro Cassieri, giornalista italiano
- 1956 - Carlo Dinelli, ex arbitro di calcio italiano
- 1956 - Ron Estes, politico statunitense
- 1956 - Tomás Hirsch, imprenditore, politico e fotografo cileno
- 1956 - Veronica Lario, attrice italiana
- 1956 - Trott Moloto, allenatore di calcio sudafricano
- 1956 - Nikki Sudden, cantautore, musicista e critico musicale britannico († 2006)
- 1956 - Juliane Werding, cantante e scrittrice tedesca
- 1957 - Patrick Berhault, arrampicatore e alpinista francese († 2004)
- 1957 - Kim Criswell, attrice e cantante statunitense
- 1957 - Martin Cross, ex canottiere britannico
- 1957 - Valter Giorgetti, ex pugile italiano
- 1957 - Christine Herbst, ex nuotatrice tedesca orientale
- 1957 - Bob Hoffman, allenatore di pallacanestro statunitense
- 1957 - Juma Ikangaa, ex maratoneta tanzaniano
- 1957 - Christian Michelides, fotografo e psicoterapeuta austriaco
- 1957 - Nikolaj Ovčarov, archeologo bulgaro
- 1957 - Boban Petrović, cestista jugoslavo († 2021)
- 1957 - Alfredo Trentalange, ex arbitro di calcio italiano
- 1957 - Andrej Urlep, allenatore di pallacanestro sloveno
- 1957 - Ángel de las Heras, ex ciclista su strada spagnolo
- 1958 - Brad Drewett, tennista e dirigente sportivo australiano († 2013)
- 1958 - Denis Dumont, imprenditore e dirigente d'azienda francese
- 1958 - Vincenzo Fenili, carabiniere e scrittore italiano
- 1958 - Robert Gibson, wrestler statunitense
- 1958 - Kazushi Kimura, dirigente sportivo, allenatore di calcio e ex calciatore giapponese
- 1958 - Jonathan Lee, cantante, compositore e produttore discografico taiwanese
- 1958 - Angharad Tomos, scrittrice e attivista gallese
- 1959 - Juan José Campanella, regista, sceneggiatore e attore argentino
- 1959 - Paolo Fallai, giornalista, scrittore e autore televisivo italiano
- 1959 - Silvija Germanova, ex cestista bulgara
- 1959 - Vigdis Hjorth, scrittrice norvegese
- 1959 - Rick Hunger, ex cestista canadese
- 1960 - Raúl Amarilla, allenatore di calcio e ex calciatore paraguaiano
- 1960 - Jan Betker, giocatrice di curling canadese
- 1960 - Ethan Canin, scrittore statunitense
- 1960 - Renan Dal Zotto, allenatore di pallavolo e ex pallavolista brasiliano
- 1960 - Atom Egoyan, regista, sceneggiatore e produttore cinematografico armeno
- 1960 - Philip Hubble, ex nuotatore britannico
- 1960 - Elizabeth Kaitan, attrice e modella ungherese
- 1960 - Biljana Marković, ex cestista jugoslava
- 1960 - Luke Morley, chitarrista, compositore e produttore discografico britannico
- 1960 - Vinicio Mossali, ex cestista italiano
- 1960 - Jean-Luc Moudenc, politico francese
- 1960 - Carlo Rizzi, direttore d'orchestra italiano
- 1960 - Ennio Salvador, ex ciclista su strada italiano
- 1960 - Milenko Savović, cestista jugoslavo († 2021)
- 1960 - Caterina Vertova, attrice italiana
- 1961 - Noriyuki Abe, regista e disegnatore giapponese
- 1961 - Christian Chaubet, ex ciclista su strada francese
- 1961 - Stefano Da Mommio, ex calciatore italiano
- 1961 - Marija Filatova, ex ginnasta sovietica
- 1961 - Lisa Lampanelli, attrice e comica statunitense
- 1961 - Niall Mackenzie, pilota motociclistico britannico
- 1961 - Hideo Nakata, regista giapponese
- 1961 - Stefano Pillastrini, allenatore di pallacanestro italiano
- 1961 - Campbell Scott, attore, regista e produttore cinematografico statunitense
- 1961 - Thierry Wasser, profumiere svizzero
- 1962 - Paul Bracewell, allenatore di calcio e ex calciatore inglese
- 1962 - Anthony Edwards, attore statunitense
- 1962 - Mario Fargetta, disc jockey e produttore discografico italiano
- 1962 - Alfredrick Hughes, ex cestista statunitense
- 1962 - Aya Kitō, scrittrice giapponese († 1988)
- 1962 - Hristo Kjučukov, linguista e pedagogista bulgaro
- 1962 - Henry Graniero Rodriguez, allenatore di pallavolo e ex pallavolista venezuelano
- 1962 - Manuel Vilas, scrittore e poeta spagnolo
- 1963 - Hajnalka Balázs, ex cestista ungherese
- 1963 - Guillermo Betancourt, ex schermidore cubano
- 1963 - Mike Brown, ex cestista e allenatore di pallacanestro statunitense
- 1963 - Bertrand Burgalat, produttore discografico, compositore e musicista francese
- 1963 - Choe Cheol-gwon, ex cestista sudcoreano
- 1963 - Patrice Ferri, ex calciatore francese
- 1963 - Thomas Gabriel Fischer, cantante e chitarrista svizzero
- 1963 - Massimo Grillo, politico italiano
- 1963 - Alessandra Guerra, politica italiana
- 1963 - Mauro Modin, pittore italiano
- 1963 - Zsolt Németh, ex schermidore ungherese
- 1963 - Pascual Sanz, allenatore di calcio e ex calciatore spagnolo
- 1963 - Sándor Wladár, ex nuotatore ungherese
- 1964 - Jacky Avril, ex canoista francese
- 1964 - Peter Dobson, attore statunitense
- 1964 - Teresa Edwards, ex cestista e allenatrice di pallacanestro statunitense
- 1964 - Eddy Hartono, ex giocatore di badminton indonesiano
- 1964 - Francesco Peghin, imprenditore e dirigente sportivo italiano
- 1964 - Mauro Ribeiro, ex ciclista su strada brasiliano
- 1964 - Akira Satō, ex saltatore con gli sci giapponese
- 1965 - Hailé Mariàm Desalegn, politico etiope
- 1965 - Paolo Dionisi, diplomatico italiano
- 1965 - Evelyn Glennie, percussionista e compositrice scozzese
- 1965 - Zvezdan Jovanović, ex militare e criminale serbo
- 1965 - Clea Lewis, attrice e cantante statunitense
- 1965 - Július Šimon, allenatore di calcio e ex calciatore slovacco
- 1965 - Scott Tingle, astronauta statunitense
- 1965 - Igor Vrablic, ex calciatore canadese
- 1965 - Claus-Dieter Wollitz, allenatore di calcio e ex calciatore tedesco
- 1966 - Nancy Carell, attrice, comica e scrittrice statunitense
- 1966 - Roberto Gualtieri, politico e storico italiano
- 1966 - Lucrezia Lante della Rovere, attrice e ex modella italiana
- 1966 - Massimiliano Plinio, doppiatore italiano
- 1967 - Yael Abecassis, attrice e modella israeliana
- 1967 - Massimo Adinolfi, filosofo, giornalista e saggista italiano
- 1967 - Christian Bergström, ex tennista svedese
- 1967 - Carles Busquets, ex calciatore spagnolo
- 1967 - Paolo Cecchetto, paraciclista italiano
- 1967 - Anne Riitta Ciccone, regista e sceneggiatrice finlandese
- 1967 - Alexis Elizalde, ex discobolo cubano
- 1967 - Gabriel Favale, ex arbitro di calcio argentino
- 1967 - Robb Flynn, cantante e chitarrista statunitense
- 1967 - Michael Gier, ex canottiere svizzero
- 1967 - Steffen Heidrich, ex calciatore tedesco orientale
- 1967 - Wladimir Kaminer, scrittore, giornalista e disc jockey russo
- 1967 - Dumitru Răducanu, ex canottiere rumeno
- 1968 - Ketevan Arachamija, scacchista georgiana
- 1968 - Sascha Bigler, regista e sceneggiatore svizzero
- 1968 - LeRoy Butler, ex giocatore di football americano statunitense
- 1968 - Ivan Del Prato, allenatore di calcio e ex calciatore italiano
- 1968 - Carmen Fiano, ultramaratoneta italiana
- 1968 - William Houston, attore britannico
- 1968 - Pavel Kuka, allenatore di calcio e ex calciatore ceco
- 1968 - Matthew Libatique, direttore della fotografia statunitense
- 1968 - Adam Matysek, ex calciatore polacco
- 1968 - Midori, ex attrice pornografica statunitense
- 1968 - Aya Sugimoto, attrice, cantante e modella giapponese
- 1969 - Yasser Abdel-Wahab, ex cestista egiziano
- 1969 - Sabine Bau, ex schermitrice tedesca
- 1969 - Stuart Blumberg, sceneggiatore, regista e produttore cinematografico statunitense
- 1969 - Gabrielle, cantante britannica
- 1969 - Ash Brannon, animatore, sceneggiatore e regista statunitense
- 1969 - Bodhi Elfman, attore statunitense
- 1969 - Edwin Escobar Hill, politico guatemalteco
- 1969 - Roberto Farnesi, attore italiano
- 1969 - Zé Nuno Azevedo, allenatore di calcio e ex calciatore portoghese
- 1969 - Mirjam de Koning-Peper, ex nuotatrice olandese
- 1969 - Kelly Link, scrittrice statunitense
- 1969 - Andrea Pierobon, allenatore di calcio e ex calciatore italiano
- 1969 - Courtenay Taylor, attrice e doppiatrice statunitense
- 1970 - José Albornoz, ex calciatore argentino
- 1970 - Andrea Chiarvesio, autore di giochi italiano
- 1970 - Eden Donatelli, pattinatrice di short track canadese
- 1970 - Pascal Fleury, ex cestista canadese
- 1970 - Christopher Luxon, politico e dirigente d'azienda neozelandese
- 1970 - Mari Emmanuel, vescovo australiano
- 1970 - Domenico Morena, ex cestista italiano
- 1970 - Francesco Morettini, pianista, compositore e produttore discografico italiano
- 1970 - Takamitsu Ōta, ex calciatore giapponese
- 1970 - Diego Osella, allenatore di calcio e ex calciatore argentino
- 1970 - Massimo Paganin, dirigente sportivo, allenatore di calcio e ex calciatore italiano
- 1970 - Maria Mercè Roca i Perich, politica e scrittrice spagnola
- 1970 - Sherif Nabil el-Sanadili, ex cestista egiziano
- 1970 - Nicola Sturgeon, ex politica scozzese
- 1970 - Brooks Thompson, cestista e allenatore di pallacanestro statunitense († 2016)
- 1970 - Keith Vassell, ex cestista e allenatore di pallacanestro canadese
- 1971 - Russell Allen, cantante statunitense
- 1971 - Urs Bühler, cantante svizzero
- 1971 - Nicola Calì, attore e regista italiano
- 1971 - Davide Casarotto, ex ciclista su strada italiano
- 1971 - Han Jung-kook, ex calciatore sudcoreano
- 1971 - Norbert Jaskot, schermidore polacco
- 1971 - Vitalij Klyčko, ex pugile e politico ucraino
- 1971 - Naoki Sōma, allenatore di calcio e ex calciatore giapponese
- 1971 - Daniele Tenca, cantautore italiano
- 1971 - Hossam el-Wakil, ex cestista egiziano
- 1971 - Lamberto Zauli, allenatore di calcio e ex calciatore italiano
- 1972 - Maria Teresa Bellucci, politica italiana
- 1972 - Tully Bevilaqua, ex cestista e allenatrice di pallacanestro australiana
- 1972 - Laurent Binet, scrittore francese
- 1972 - Naohito Fujiki, attore e cantante giapponese
- 1972 - Fernando Alberto Galetti, ex calciatore argentino
- 1972 - Ivan Alves Júnior, allenatore di calcio a 5, giocatore di calcio a 5 e ex calciatore brasiliano
- 1972 - David Lammy, politico e avvocato inglese
- 1972 - Sigrid Moldestad, cantante e violinista norvegese
- 1972 - Zanele Muholi, artista, fotografa e attivista sudafricana
- 1972 - Valerio Nasema, ex calciatore figiano
- 1972 - Shin'ichi Sakamoto, fumettista giapponese
- 1972 - Ebbe Sand, ex calciatore danese
- 1972 - Peter Sand, ex calciatore danese
- 1973 - Aílton Gonçalves da Silva, ex calciatore brasiliano
- 1973 - Adem Bereket, ex lottatore turco
- 1973 - Nathalie Boltt, attrice, regista e sceneggiatrice sudafricana
- 1973 - Marcy Borders, funzionaria statunitense († 2015)
- 1973 - Toni Brogno, ex calciatore belga
- 1973 - Stanley Hayer, ex sciatore alpino e sciatore freestyle canadese
- 1973 - Raja Krishnamoorthi, politico statunitense
- 1973 - Mikkel E. G. Nielsen, montatore danese
- 1973 - Martin Powell, tastierista inglese
- 1973 - Saïd Taghmaoui, attore francese
- 1973 - Shauna Tubbs, ex cestista statunitense
- 1974 - Ole Martin Årst, ex calciatore norvegese
- 1974 - Jeremy Borash, commentatore televisivo statunitense
- 1974 - Andrea Boscolo, ex calciatore italiano
- 1974 - Francisco Copado, allenatore di calcio e ex calciatore tedesco
- 1974 - Ramin Djawadi, compositore tedesco
- 1974 - Malcolm O'Kelly, ex rugbista a 15 irlandese
- 1974 - Vince Spadea, ex tennista statunitense
- 1975 - Maud Ameline, sceneggiatrice francese
- 1975 - Luca Castellazzi, dirigente sportivo, allenatore di calcio e ex calciatore italiano
- 1975 - Elisa Castiglioni, scrittrice italiana
- 1975 - Grazia D'Angelo, politica italiana
- 1975 - Barbara De Luca, ex pallavolista italiana
- 1975 - Davide Faraone, politico italiano
- 1975 - Clayton Ferreira Cruz, ex calciatore brasiliano
- 1975 - Giorgio Finamore, illustratore e grafico italiano
- 1975 - Patrik Gedeon, calciatore ceco
- 1975 - John Herdman, allenatore di calcio inglese
- 1975 - Kamijo, cantante, musicista e produttore discografico giapponese
- 1975 - Patricia Ja Lee, attrice televisiva e doppiatrice statunitense
- 1975 - Elpídio Silva, ex calciatore brasiliano
- 1975 - Satoru Suzuki, ex calciatore giapponese
- 1975 - Wax Tailor, produttore discografico francese
- 1976 - Benedict Cumberbatch, attore e doppiatore britannico
- 1976 - Gonzalo de los Santos, allenatore di calcio e ex calciatore uruguaiano
- 1976 - Yoshiaki Oiwa, cavaliere giapponese
- 1976 - Eric Prydz, disc jockey, musicista e produttore discografico svedese
- 1976 - Oleksandr Radčenko, calciatore ucraino († 2023)
- 1976 - Cosme Rivera, pugile messicano
- 1976 - Vinessa Shaw, attrice e modella statunitense
- 1976 - Jamel Thomas, scrittore e ex cestista statunitense
- 1976 - Marino Vanhoenacker, triatleta belga
- 1977 - Iiro Aalto, ex calciatore finlandese
- 1977 - Marcus Bell, ex giocatore di football americano statunitense
- 1977 - Erin Cummings, attrice statunitense
- 1977 - Mathieu Denis, schermidore francese
- 1977 - Lars Guggisberg, politico svizzero
- 1977 - Jan Kaczkowski, presbitero e teologo polacco († 2016)
- 1977 - Tony Mamaluke, ex wrestler statunitense
- 1977 - Haitham Mustafa, ex calciatore sudanese
- 1978 - Buket Bengisu, cantante turca
- 1978 - Dolores Fonzi, attrice e regista argentina
- 1978 - Gigi e Ross, comico italiano
- 1978 - Theo Goutzinakis, chitarrista, cantante e armonicista canadese
- 1978 - Ginifer King, attrice e conduttrice televisiva statunitense
- 1978 - Lukáš Konecný, ex pugile ceco
- 1978 - Giovanni Salvo, militare italiano († 2009)
- 1978 - Jonathan Zebina, ex calciatore francese
- 1979 - Rick Ankiel, ex giocatore di baseball statunitense
- 1979 - Bruno Cabrerizo, modello e conduttore televisivo brasiliano
- 1979 - Yves Desmarets, ex calciatore francese
- 1979 - Josué, ex calciatore brasiliano
- 1979 - Abdulla Koni, ex calciatore senegalese
- 1979 - Manafest, rapper canadese
- 1979 - Mo Huilan, ex ginnasta cinese
- 1979 - Emilio Ostinelli, ex arbitro di calcio italiano
- 1979 - Ellen Rocche, attrice brasiliana
- 1979 - Rike Schmid, attrice tedesca
- 1979 - Vera Šnjukova, ex cestista russa
- 1979 - Elias Storm, ex calciatore svedese
- 1979 - Roger Torrent, urbanista e politico spagnolo
- 1979 - Brian Vahaly, ex tennista statunitense
- 1979 - Zvonimir Vukić, ex calciatore serbo
- 1979 - Wang Liang, ex calciatore cinese
- 1979 - Tracy Yardley, illustratore e fumettista statunitense
- 1979 - Luke Young, ex calciatore inglese
- 1979 - Zhang Hanlan, ex cestista cinese
- 1980 - Miloš Buchta, ex calciatore ceco
- 1980 - Josh Fadem, attore e comico statunitense
- 1980 - Leonardo Ferreira da Silva, calciatore brasiliano
- 1980 - Patrick Flomo, allenatore di pallacanestro e ex cestista statunitense
- 1980 - Tomo Hafner, allenatore di hockey su ghiaccio e ex hockeista su ghiaccio sloveno
- 1980 - Torin Koos, ex fondista statunitense
- 1980 - Xavier Malisse, allenatore di tennis e ex tennista belga
- 1980 - Adam Muto, sceneggiatore e regista statunitense
- 1980 - Jukka Poika, artista finlandese
- 1980 - Alice Renavand, ex ballerina francese
- 1980 - Chris Sullivan, attore e musicista statunitense
- 1980 - Michail Tolstych, attivista e militare ucraino († 2017)
- 1980 - Mark Webber, attore, sceneggiatore e regista statunitense
- 1981 - Saido Indjai, ex calciatore guineense
- 1981 - Anderson Luiz de Carvalho, calciatore brasiliano
- 1981 - Scott Clements, giocatore di poker statunitense
- 1981 - Luigi Dordei, cestista italiano
- 1981 - Salim Ghazi Saeedi, chitarrista e compositore iraniano
- 1981 - Laurence Lazier, ex sciatrice alpina francese
- 1981 - Lee Won-hee, ex judoka sudcoreano
- 1981 - Grégory Vignal, ex calciatore francese
- 1982 - Raphael Assunção, artista marziale misto brasiliano
- 1982 - David Brkic, ex cestista italiano
- 1982 - Mintou Doucoure, ex calciatore maliano
- 1982 - Tomas Gaidamavičius, allenatore di pallacanestro e ex cestista lituano
- 1982 - Björn Harmsen, allenatore di pallacanestro tedesco
- 1982 - Doneeka Hodges, ex cestista statunitense
- 1982 - Roneeka Hodges, ex cestista e allenatrice di pallacanestro statunitense
- 1982 - David Lopes, ex calciatore brasiliano
- 1982 - Jared Padalecki, attore statunitense
- 1982 - Stuart Parnaby, ex calciatore inglese
- 1982 - Tim Stapleton, hockeista su ghiaccio statunitense
- 1982 - Frans Steyn, ex cestista sudafricano
- 1982 - Serhij Sytin, giocatore di calcio a 5 ucraino
- 1982 - Giōrgos Tsiakos, cestista greco
- 1982 - Silvia Valsecchi, ex ciclista su strada e pistard italiana
- 1982 - Patrick Zoundi, ex calciatore burkinabé
- 1983 - Rudolf Bester, ex calciatore namibiano
- 1983 - Trai Byers, attore statunitense
- 1983 - Sabrina Garciarena, attrice argentina
- 1983 - Nicolae Grigore, ex calciatore rumeno
- 1983 - Brent Grimes, giocatore di football americano statunitense
- 1983 - Germán Herrera, ex calciatore argentino
- 1983 - Adrien Jaccottet, arbitro di calcio svizzero
- 1983 - Alois Kaňkovský, ex ciclista su strada e pistard ceco
- 1983 - Kim Yong-jun, allenatore di calcio e ex calciatore nordcoreano
- 1983 - Lukas Kruse, ex calciatore tedesco
- 1983 - Ivana Lotito, attrice italiana
- 1983 - Abbe May, cantautrice e musicista australiana
- 1983 - Bryson McKenzie, ex cestista statunitense
- 1983 - Antigoni Roumpesi, pallanuotista greca
- 1983 - Jana Salenko, ballerina ucraina
- 1983 - Helen Skelton, conduttrice televisiva, giornalista e conduttrice radiofonica britannica
- 1983 - Robert Skibniewski, ex cestista e allenatore di pallacanestro polacco
- 1983 - Fëdor Tjutin, ex hockeista su ghiaccio russo
- 1983 - Vjekoslav Tomić, ex calciatore croato
- 1983 - Azareen Van der Vliet Oloomi, scrittrice statunitense
- 1984 - Amir Alvarado, cestista panamense
- 1984 - Evelien Callens, ex cestista belga
- 1984 - Alessandra De Rossi, attrice, regista e cantante filippina
- 1984 - Laurent Didier, ex ciclista su strada lussemburghese
- 1984 - Kaitlin Doubleday, attrice statunitense
- 1984 - Jason Garey, ex calciatore statunitense
- 1984 - Lasse Gjertsen, animatore e youtuber norvegese
- 1984 - Emir Hadžić, ex calciatore bosniaco
- 1984 - Stanley Ibe, calciatore nigeriano
- 1984 - Li Yan, calciatore cinese
- 1984 - Andrea Libman, attrice e doppiatrice canadese
- 1984 - Neil McCafferty, calciatore irlandese
- 1984 - Diana Mocanu, ex nuotatrice rumena
- 1984 - Adam Morrison, ex cestista e allenatore di pallacanestro statunitense
- 1984 - Carlos Morán, ex calciatore honduregno
- 1984 - Lewis Price, allenatore di calcio e ex calciatore gallese
- 1984 - Benn Robinson, rugbista a 15 australiano
- 1984 - Aleksandr Samedov, ex calciatore russo
- 1984 - Kai Tegethoff, politico tedesco
- 1985 - Saud Al Hajiri, calciatore qatariota
- 1985 - LaMarcus Aldridge, ex cestista statunitense
- 1985 - Lucas Aveldaño, calciatore argentino
- 1985 - Ana Baletić, cestista montenegrina
- 1985 - Vinícius Barrivieira, ex calciatore brasiliano
- 1985 - Stacy Barthe, cantautrice statunitense
- 1985 - Ernesto D'Argenio, attore italiano
- 1985 - Grzegorz Gajewski, scacchista polacco
- 1985 - Daniel Hain, ex cestista tedesco
- 1985 - Volodymyr Homenjuk, ex calciatore ucraino
- 1985 - Ekene Ibekwe, ex cestista statunitense
- 1985 - Karrion Kross, wrestler statunitense
- 1985 - Marina Kuzina, cestista russa
- 1985 - Serena Malfi, mezzosoprano italiano
- 1985 - Stephen McDowell, ex cestista statunitense
- 1985 - Sara Paris, pallavolista italiana
- 1985 - Amy Pearson, cantautrice britannica
- 1985 - Dar'ja Piščal'nikova, discobola russa
- 1985 - Vanče Šikov, ex calciatore macedone
- 1985 - Tobias Werner, ex calciatore tedesco
- 1985 - Zhou Haibin, ex calciatore cinese
- 1986 - Daniel Amabile, arbitro di calcio italiano
- 1986 - Jarell Christian, allenatore di pallacanestro e dirigente sportivo statunitense
- 1986 - Evan Dietrich-Smith, giocatore di football americano statunitense
- 1986 - Afërdita Dreshaj, modella e cantante kosovara
- 1986 - Lorenzo Giovanchelli, rugbista a 15 italiano
- 1986 - Leandro Greco, allenatore di calcio e ex calciatore italiano
- 1986 - Charles Kahudi, ex cestista della Repubblica Democratica del Congo
- 1986 - Jinder Mahal, wrestler canadese
- 1986 - Myles McKay, ex cestista statunitense
- 1986 - Travis Milne, attore canadese
- 1986 - Xavi Molina, calciatore spagnolo
- 1986 - Carla Morrison, cantautrice e compositrice messicana
- 1986 - Saša Mus, ex calciatore croato
- 1986 - Pang Wei, tiratore a segno cinese
- 1986 - Laurent Pichon, ex ciclista su strada francese
- 1986 - Matthew Raudsepp, attore canadese
- 1986 - Given Singuluma, ex calciatore zambiano
- 1986 - Steffen Weinhold, pallamanista tedesco
- 1986 - David Zurutuza, ex calciatore spagnolo
- 1987 - Nicolas Bemberg, modello francese
- 1987 - Lydia Boylan, ex pistard e ex ciclista su strada irlandese
- 1987 - Semën Burcev, pentatleta russo
- 1987 - Ardian Cuculi, ex calciatore macedone
- 1987 - Carlos Eduardo Dutra Oliveira, ex calciatore brasiliano
- 1987 - Yan Gomes, giocatore di baseball brasiliano
- 1987 - Jon Jones, artista marziale misto statunitense
- 1987 - Junya Koga, nuotatore giapponese
- 1987 - Ho Ho Lun, wrestler hongkonghese
- 1987 - Enis Nadarević, ex calciatore bosniaco
- 1987 - Patrick Pigneter, ex slittinista italiano
- 1988 - Faiz Al-Rushaidi, calciatore omanita
- 1988 - Lorenzo Borghini, regista, sceneggiatore e produttore cinematografico italiano
- 1988 - Shane Dawson, attore, comico e youtuber statunitense
- 1988 - Inna Eftimova, velocista bulgara
- 1988 - Azat Ersalïmov, calciatore kazako
- 1988 - Kevin Großkreutz, ex calciatore tedesco
- 1988 - Greg Houla, calciatore francese
- 1988 - Jakub Kovář, hockeista su ghiaccio ceco
- 1988 - Cherami Leigh, doppiatrice e attrice statunitense
- 1988 - Dontay Moch, ex giocatore di football americano statunitense
- 1988 - Alexandre Oukidja, calciatore algerino
- 1988 - John Ryder, ex pugile britannico
- 1988 - Jayah Saelua, calciatrice samoana americana
- 1988 - Charlene Soraia, cantautrice britannica
- 1988 - Popcaan, cantante e disc jockey giamaicano
- 1988 - Joe Tracini, attore e cantautore inglese
- 1988 - Kevin Visser, calciatore olandese
- 1988 - Kyle Williams, giocatore di football americano statunitense
- 1988 - Trent Williams, giocatore di football americano statunitense
- 1989 - Alessandro Bianchi, calciatore sammarinese
- 1989 - Rafael Caroca, calciatore cileno
- 1989 - Patrick Corbin, giocatore di baseball statunitense
- 1989 - Jonte Green, ex giocatore di football americano statunitense
- 1989 - Hasan Hatipoğlu, calciatore turco
- 1989 - Anthony, cantante italiano
- 1989 - Rancore, rapper italiano
- 1989 - Reika Kakiiwa, ex giocatrice di badminton giapponese
- 1989 - Levan Kutalia, calciatore georgiano
- 1989 - Igor Martínez, ex calciatore spagnolo
- 1989 - Taisuke Nakamura, ex calciatore giapponese
- 1989 - Neto Murara, calciatore brasiliano
- 1989 - Cornelius Stewart, calciatore sanvincentino
- 1989 - Carolyn Swords, ex cestista statunitense
- 1989 - Mikel Úriz, cestista spagnolo
- 1989 - Rune Velta, ex saltatore con gli sci norvegese
- 1990 - Abdulla Al-Haza'a, calciatore bahreinita
- 1990 - Stefania Berton, pattinatrice artistica su ghiaccio italiana
- 1990 - Claudia Cagninelli, pallavolista italiana
- 1990 - Patrik Camilo Cornélio da Silva, ex calciatore brasiliano
- 1990 - Caroline Bonde Holm, astista danese
- 1990 - Rosie Jones, modella britannica
- 1990 - Steven Anthony Lawrence, attore statunitense
- 1990 - Petru Leucă, calciatore moldavo
- 1990 - Magdalena Lobnig, canottiera austriaca
- 1990 - Davide Luppi, calciatore italiano
- 1990 - Darlington Nagbe, calciatore liberiano
- 1990 - Ryan Jude Novelline, artista e stilista statunitense
- 1990 - Laurens Paulussen, ex calciatore belga
- 1990 - Norberto Pereira Marinho Neto, calciatore brasiliano
- 1990 - Aron Pálmarsson, ex pallamanista islandese
- 1990 - Javier Ros, ex calciatore spagnolo
- 1990 - Saad Surour, ex calciatore emiratino
- 1990 - Fonthip Watcharatrakul, modella tailandese
- 1990 - Ebru Ünlü, attrice turca
- 1991 - Jun Amano, calciatore giapponese
- 1991 - Salim Ben Boina, calciatore francese
- 1991 - Alina Buchschacher, modella svizzera
- 1991 - Martín Bueno, calciatore uruguaiano
- 1991 - Abdiel Castrellón, giocatore di calcio a 5 panamense
- 1991 - Stylianī Christodoulou, pallavolista greca
- 1991 - Viljormur Davidsen, calciatore faroese
- 1991 - Alberto Franco, doppiatore italiano
- 1991 - Nathalie Hagman, pallamanista svedese
- 1991 - Gerhard Kerschbaumer, ex mountain biker italiano
- 1991 - Alexander Majorov, pattinatore artistico su ghiaccio russo
- 1991 - Jean Seri, calciatore ivoriano
- 1991 - Stefan Vukmirović, calciatore serbo
- 1992 - Emma Dahlström, ex sciatrice freestyle svedese
- 1992 - Aaryn Ellenberg, cestista statunitense
- 1992 - George Fant, giocatore di football americano statunitense
- 1992 - Marion Grice, giocatore di football americano statunitense
- 1992 - Michael Hector, calciatore giamaicano
- 1992 - T.J. Jones, giocatore di football americano canadese
- 1992 - Luciano Nequecaur, calciatore argentino
- 1992 - Artur Novotrjasov, calciatore ucraino
- 1992 - Robyn Parks, cestista statunitense
- 1992 - Odain Rose, velocista svedese
- 1992 - Kenny Teijsse, calciatore olandese
- 1992 - Markus Wostry, calciatore austriaco
- 1993 - Fred Again, cantautore, paroliere e produttore discografico britannico
- 1993 - Branco Ampuero, calciatore cileno
- 1993 - Brayan Edinson Angulo Mosquera, calciatore colombiano
- 1993 - Mimi Christova, lottatrice bulgara
- 1993 - Blake Dietrick, cestista statunitense
- 1993 - Enrico Francescato, rugbista a 15 italiano
- 1993 - Bjorn Fratangelo, tennista e allenatore di tennis statunitense
- 1993 - Azeddine Habz, mezzofondista marocchino
- 1993 - Valerie Hernandez, modella portoricana
- 1993 - Alice Phoebe Lou, musicista e cantante sudafricana
- 1993 - Ri Hyong-jin, calciatore nordcoreano
- 1993 - Dejan Stojanović, calciatore macedone
- 1993 - Samuel Barata, mezzofondista e maratoneta portoghese
- 1993 - Kōhei Yamashita, giocatore di football americano giapponese
- 1994 - Derrick Appiah, rugbista a 15 italiano
- 1994 - Alexander Bachmann, taekwondoka tedesco
- 1994 - Niccolò De Vico, cestista italiano
- 1994 - Shannon Evans, cestista statunitense
- 1994 - Michael Frey, calciatore svizzero
- 1994 - Jizzyan Gesualdo, pallavolista portoricana
- 1994 - Rodrigo Gómez, ex calciatore uruguaiano
- 1994 - Darko Lazić, calciatore serbo
- 1994 - MiKyle McIntosh, cestista canadese
- 1994 - Arianna Montefiori, attrice italiana
- 1994 - Luan Peres, calciatore brasiliano
- 1994 - Daniel Rauter, giocatore di football americano austriaco
- 1994 - Lucas Torró, calciatore spagnolo
- 1994 - Alessio Trentini, pattinatore di velocità su ghiaccio italiano
- 1994 - Eugeni Valderrama, calciatore spagnolo
- 1995 - Manuel Akanji, calciatore svizzero
- 1995 - María José Alvarado, modella honduregna († 2014)
- 1995 - Ilaria Borghesi, calciatrice italiana
- 1995 - Thōmas Iōannou, calciatore cipriota
- 1995 - Lukáš Kalvach, calciatore ceco
- 1995 - Sondre Laugsand, giocatore di calcio a 5 e calciatore norvegese
- 1995 - Iván Ledezma, calciatore cileno
- 1995 - Chiquinho, calciatore portoghese
- 1995 - Yohan Mannone, calciatore francese
- 1995 - Matt Miazga, calciatore statunitense
- 1995 - Tonći Mujan, calciatore croato
- 1995 - Marija Paseka, ex ginnasta e allenatrice di ginnastica artistica russa
- 1995 - Marko Rog, calciatore croato
- 1995 - Romee Strijd, supermodella olandese
- 1995 - Sara Tounesi, rugbista a 15 italiana
- 1995 - Danijel Đorđić, giocatore di football americano serbo
- 1996 - Jonathan Araújo, cestista dominicano
- 1996 - Blessuan Austin, giocatore di football americano statunitense
- 1996 - Arica Carter, cestista statunitense
- 1996 - Bruno Gomes, calciatore brasiliano
- 1996 - Bryan Goncalves, calciatore francese
- 1996 - Eva Hovenkamp, velocista olandese
- 1996 - Nathaël Julan, calciatore francese († 2020)
- 1996 - Ivan Kričak, calciatore serbo
- 1996 - Emil Lindholm, pilota di rally finlandese
- 1996 - Mateus Norton, calciatore brasiliano
- 1996 - Oh Ha-young, cantante e attrice sudcoreana
- 1996 - Triantafyllos Pasalidīs, calciatore greco
- 1996 - Dániel Sallói, calciatore ungherese
- 1996 - Emerick Setiano, rugbista a 15 francese
- 1996 - Sheriff Sinyan, calciatore gambiano
- 1996 - Deniz Undav, calciatore tedesco
- 1997 - Danny Henriques, calciatore olandese
- 1997 - Denislav Aleksandrov, calciatore bulgaro
- 1997 - Shay Ben David, calciatore israeliano
- 1997 - Arnaud Guedj, calciatore francese
- 1997 - Daniel Iversen, calciatore danese
- 1997 - Khalil Iverson, cestista statunitense
- 1997 - Cameron Kurle, nuotatore britannico
- 1997 - Helary Mägisalu, lottatore estone
- 1997 - Fernandinho, calciatore brasiliano
- 1997 - Mehdi Merghem, calciatore francese
- 1997 - Nikola Popović, cestista serbo
- 1997 - Vangelija Račkovska, pallavolista bulgara
- 1997 - Ihsan Sacko, calciatore francese
- 1997 - Amita Suman, attrice nepalese
- 1997 - Anastasija Tatareva, ginnasta russa
- 1997 - Jeannie Tirado, doppiatrice statunitense
- 1998 - Camryn Bynum, giocatore di football americano statunitense
- 1998 - Erin Cuthbert, calciatrice scozzese
- 1998 - Oscar Dorley, calciatore liberiano
- 1998 - Carla Díaz, attrice, ballerina e modella spagnola
- 1998 - Jarryd Gibson, canoista sudafricano
- 1998 - Manu Hernando, calciatore spagnolo
- 1998 - Oleksandr Hrušyn, lottatore ucraino
- 1998 - Abigail Kim, calciatrice statunitense
- 1998 - Lola Vice, wrestler e artista marziale statunitense
- 1998 - Ngosa Sunzu, calciatore zambiano
- 1998 - Soakai Vea, calciatore tongano
- 1998 - Diego Vicente, calciatore uruguaiano
- 1998 - Ronaldo Vieira, calciatore guineense
- 1998 - Carlos Villalba, calciatore argentino
- 1998 - Luca Zanimacchia, calciatore italiano
- 1999 - Marijn van den Berg, ciclista su strada olandese
- 1999 - Samuele Birindelli, calciatore italiano
- 1999 - David Carmo, calciatore portoghese
- 1999 - Juan Manuel Cruz, calciatore argentino
- 1999 - Kamo-Kamo, calciatore mozambicano
- 1999 - Kim So-hye, attrice e cantante sudcoreana
- 1999 - Gergely Kántor, scacchista ungherese
- 1999 - Nate Laszewski, cestista statunitense
- 1999 - Matis Louvel, ciclista su strada francese
- 1999 - Tomasz Makowski, calciatore polacco
- 1999 - Krystian Ochman, cantante polacco
- 1999 - Taz Sherman, cestista statunitense
- 2000 - Michel Adopo, calciatore francese
- 2000 - Spencer Burford, giocatore di football americano statunitense
- 2000 - Franco Fagúndez, calciatore uruguaiano
- 2000 - Lewis Gibson, calciatore inglese
- 2000 - Etienne Green, calciatore inglese
- 2000 - Zoran Paunović, cestista serbo
- 2000 - David Čolina, calciatore croato
- 2000 - Artëm Šabolin, calciatore russo

## XXI secolo(23)
- 2001 - Adrian Leon Barišić, calciatore bosniaco
- 2001 - Osaze De Rosario, calciatore guyanese
- 2001 - Alia Delia Eichinger, sciatrice freestyle tedesca
- 2001 - Ethan Evans, giocatore di football americano statunitense
- 2001 - Paulo Vitor, calciatore brasiliano
- 2001 - Rienk Mast, cestista olandese
- 2001 - Saidazamat Mirsaidov, calciatore uzbeko
- 2001 - Aleksandr Smoljar, pilota automobilistico russo
- 2002 - Noah Eile, calciatore svedese
- 2002 - Fábio Silva, calciatore portoghese
- 2002 - Lian Tran, tennista olandese
- 2002 - Dominik Veselovský, calciatore slovacco
- 2003 - Jake Canter, snowboarder statunitense
- 2003 - Tyler Downs, tuffatore statunitense
- 2003 - Alexander Hajek, ciclista su strada e pistard austriaco
- 2003 - Clemens Riedel, calciatore tedesco
- 2003 - Agustín Ubal, cestista uruguaiano
- 2004 - Malamine Efekele, calciatore francese
- 2005 - Mauricio Amaro, calciatore uruguaiano
- 2005 - Hiroto Ogiwara, snowboarder giapponese
- 2005 - Emanuel Poku, calciatore olandese
- 2006 - Jaydee Canvot, calciatore francese
- 2006 - Clervie Ngounoue, tennista statunitense

## Senza anno specificato(1)
- Baybars, sultano egiziano († 1277)